# Малые Городищи
Малые Городищи — деревня в Бежецком районе Тверской области. Относится к Городищенскому сельскому поселению.

## География
Расположена вдоль автомобильной дороге 28К-0034 северо-восточнее деревни Орлиха 3-я и западнее деревни Кулишка. От Орлихи 3-й деревню отделяет ручей Завражеский.

## Население
| 2008 | 2010 |
| ---- | ---- |
| 34   | ↘29  |